# Angel Boris

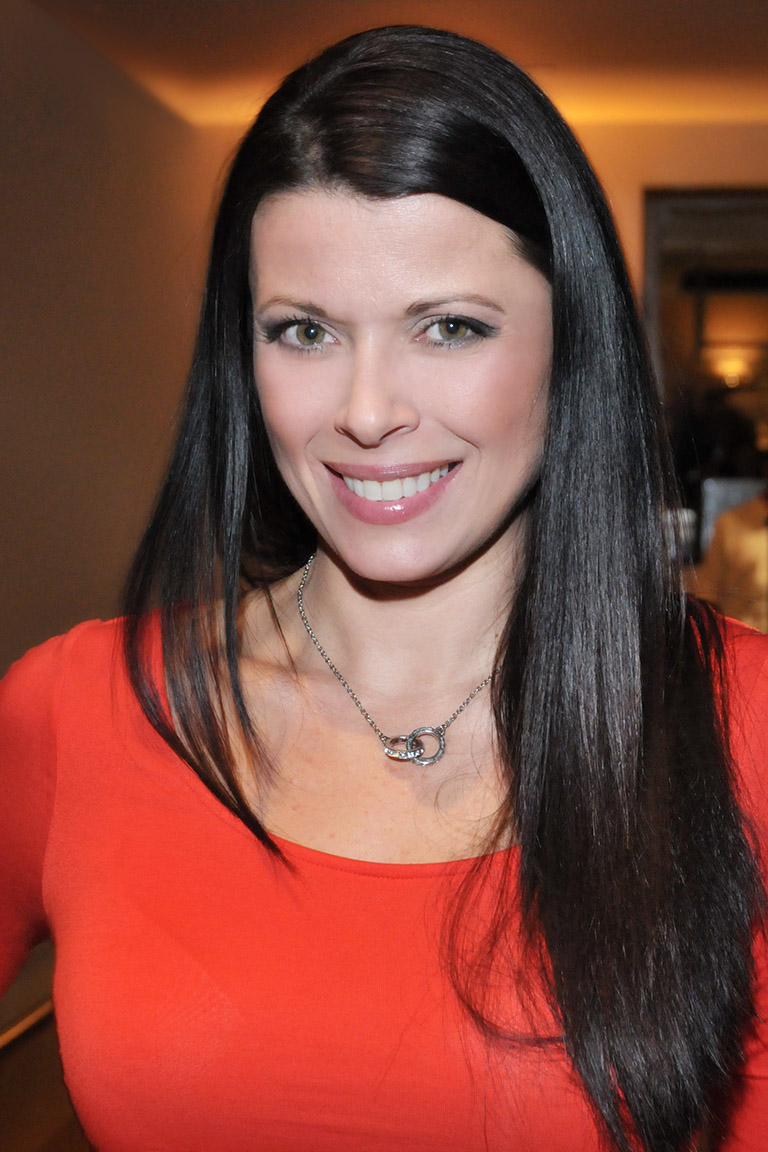
Angel Boris, 2014

Angel Boris Reed, geboren als Angel Lynn Crownshaw (* 2. August 1974 in Fort Lauderdale, Florida) ist eine US-amerikanische Schauspielerin.

## Leben
Boris begann ihre Karriere 1996, nachdem sie zum Playmate des Monats Juli gewählt wurde. Im selben Jahr erhielt sie erste Schauspielrollen, unter anderem in Exit, einer Direct-to-Video-Produktion mit Shannon Whirry in der Hauptrolle. 1997 erhielt sie eine erste Fernseh-Gastrolle in der Serie Viper, dem folgte die wiederkehrende Rolle der Emma Bennet in Beverly Hills, 90210 von 1997 bis 1998. In der Folge hatte sie Filmrollen in B-Movies wie Alien Interceptors an der Seite von Olivier Gruner. Anfang der 2000er Jahre trat sie in einigen erfolgreichen Fernsehserien auf, darunter King of Queens und Las Vegas. Größere Rollen spielte sie in den für den Sci-Fi Channel produzierten Fernsehfilmen Torus: Evolution neben David Keith und Billy Dee Williams, Dragon Storm – Die Drachenjäger von Regisseur Stephen Furst, sowie Boa vs. Python. Mitte der 2000er Jahre neigte sich ihre Schauspielkarriere dem Ende zu.

## Filmografie (Auswahl)
- 1999: Alien Interceptors (Interceptors)
- 1999: Warlock – Das Geisterschloss (Warlock III: The End of Innocence)
- 2003: Torus: Evolution (Epoch: Evolution)
- 2004: Boa vs. Python
- 2004: Dragon Storm – Die Drachenjäger (Dragon Storm)

### Fernsehen
- 1997: Viper
- 1997–1998: Beverly Hills, 90210
- 2001: General Hospital
- 2002: King of Queens (The King of Queens)
- 2003: Keine Gnade für Dad (Grounded for Life)
- 2003: Las Vegas